# Chris Olave
Chris Olave (San Diego, 27 giugno 2000) è un giocatore di football americano statunitense che milita nel ruolo di wide receiver per i New Orleans Saints della National Football League (NFL).

## Carriera universitaria
Nella sua prima stagione a Ohio State, Olave giocò sia in attacco che negli special team. Ricevette 12 passaggi per 197 yard e 3 touchdown. Durante la partita del 2018 contro Michigan segnò 2 marcature e bloccò un punt nella vittoria per 62–39. La settimana successiva nella finale della Big Ten Conference, ricevette 5 passaggi per 79 yard e un touchdown contro Northwestern. Alla fine della stagione 2021 optò per non disputare il Rose Bowl e passare tra i professionisti.

## Carriera professionistica
Olave fu scelto come 11º assoluto nel Draft NFL 2022 dai New Orleans Saints. Debuttò come professionista subentrando nel primo turno vinto contro gli Atlanta Falcons ricevendo 3 passaggi per 41 yard dal quarterback Jameis Winston. Nel settimana 3 disputò la prima partita di alto livello ricevendo 9 passaggi per 147 yard nella sconfitta con i Carolina Panthers. Alla fine di settembre fu premiato come rookie offensivo del mese in cui fu secondo tra i debuttanti per ricezioni (17) e primo in yard ricevute (268). Nell'ultima partita della stagione divenne il terzo rookie della storia dei Saints a ricevere mille yard in stagione, dopo Marques Colston e Michael Thomas. La sua prima annata si chiuse con 72 ricezioni per 1.042 yard e 4 touchdown in 15 presenze, di cui 9 come titolare, venendo inserito nella formazione ideale dei rookie dalla Pro Football Writers of America.

## Palmarès
- Rookie offensivo del mese: 1

settembre 2022
- PFWA All-Rookie Team - 2022